# AllMusic
AllMusic (antiga All Music Guide) é uma base de dados em metadata sobre música, parte do grupo All Media Guide. Foi fundado por Michael Erlewine em 1991, como um guia para consumidores, e publicou seu primeiro livro de referência no ano seguinte. Em agosto de 2007, a PC Magazine colocou a AllMusic em sua lista de "Top 100 Websites Clássicos".